# Hr.Ms. Gelderland (1953)
Hr.Ms. Gelderland – holenderski niszczyciel typu 47A (Holland) z okresu zimnej wojny. Zbudowany w Holandii, zwodowany w 1953 roku, służył w marynarce holenderskiej (Koninklijke Marine) od 1955 do 1973 roku. Nosił numer burtowy D811 oraz nazwę pochodzącą od prowincji Geldrii, jako kolejny okręt holenderski.
Wyporność pełna okrętu wynosiła 2765 ton. Główne uzbrojenie stanowiły cztery kierowane radarem działa uniwersalne kalibru 120 mm, a do zwalczania okrętów podwodnych służyły wyrzutnie rakietowych bomb głębinowych kalibru 375 mm. Napędzały go turbiny parowe, pozwalające na osiąganie prędkości ponad 32 węzłów.

## Projekt i budowa

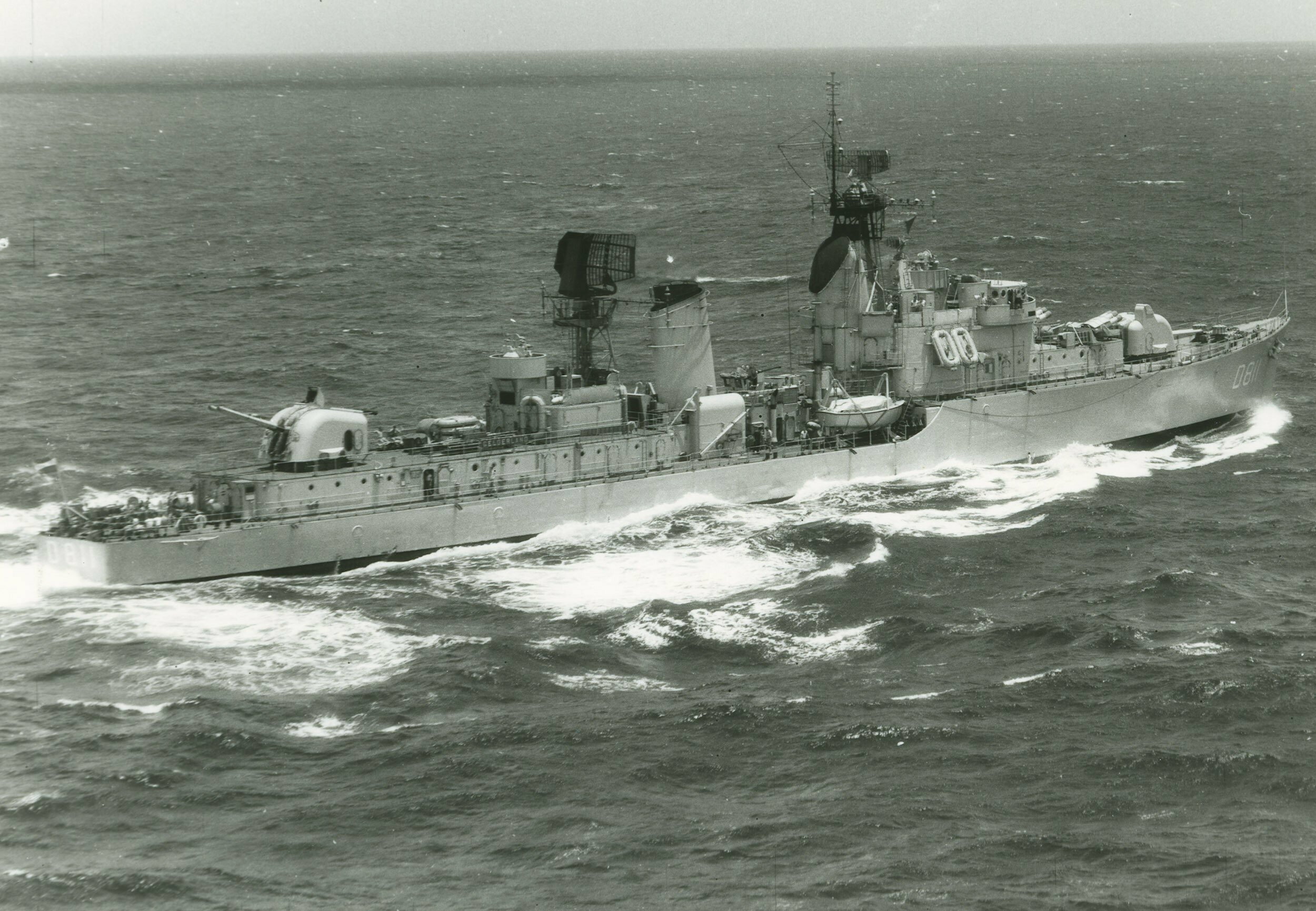
„Gelderland” w 1959 roku

Cztery zaprojektowane w Holandii niszczyciele typu 47A, określanego od pierwszego okrętu także jako typ Holland, były pierwszymi nowymi niszczycielami zbudowanymi dla holenderskiej marynarki wojennej po II wojnie światowej. Ich budowa została zaaprobowana przez rząd 27 grudnia 1948 roku. Były one przede wszystkim przeznaczone do osłony grup okrętów i konwojów przeciw atakom okrętów podwodnych oraz lotnictwa, dlatego główne uzbrojenie stanowiły cztery uniwersalne armaty kalibru 120 mm oraz miotacze rakietowych bomb głębinowych, oba systemy uzbrojenia konstrukcji szwedzkiego Boforsa. Okręty te natomiast nie otrzymały w ogóle wyrzutni torped, jako pierwsze niszczyciele we flotach państw europejskich. Ich słabszą stroną było jednak lekkie uzbrojenie przeciwlotnicze bliskiego zasięgu, składające się tylko z jednej armaty kalibru 40 mm, z ograniczonym polem ostrzału. Na dwóch okrętach wykorzystano do napędu turbiny parowe wyprodukowane w Holandii jeszcze przed wojną dla dwóch niezbudowanych niszczycieli typu Gerard Callenburgh, dla dwóch pozostałych zamówiono turbiny w Niemczech. Na okrętach zastosowano też bogate wyposażenie elektroniczne własnej konstrukcji (radary i sonary).

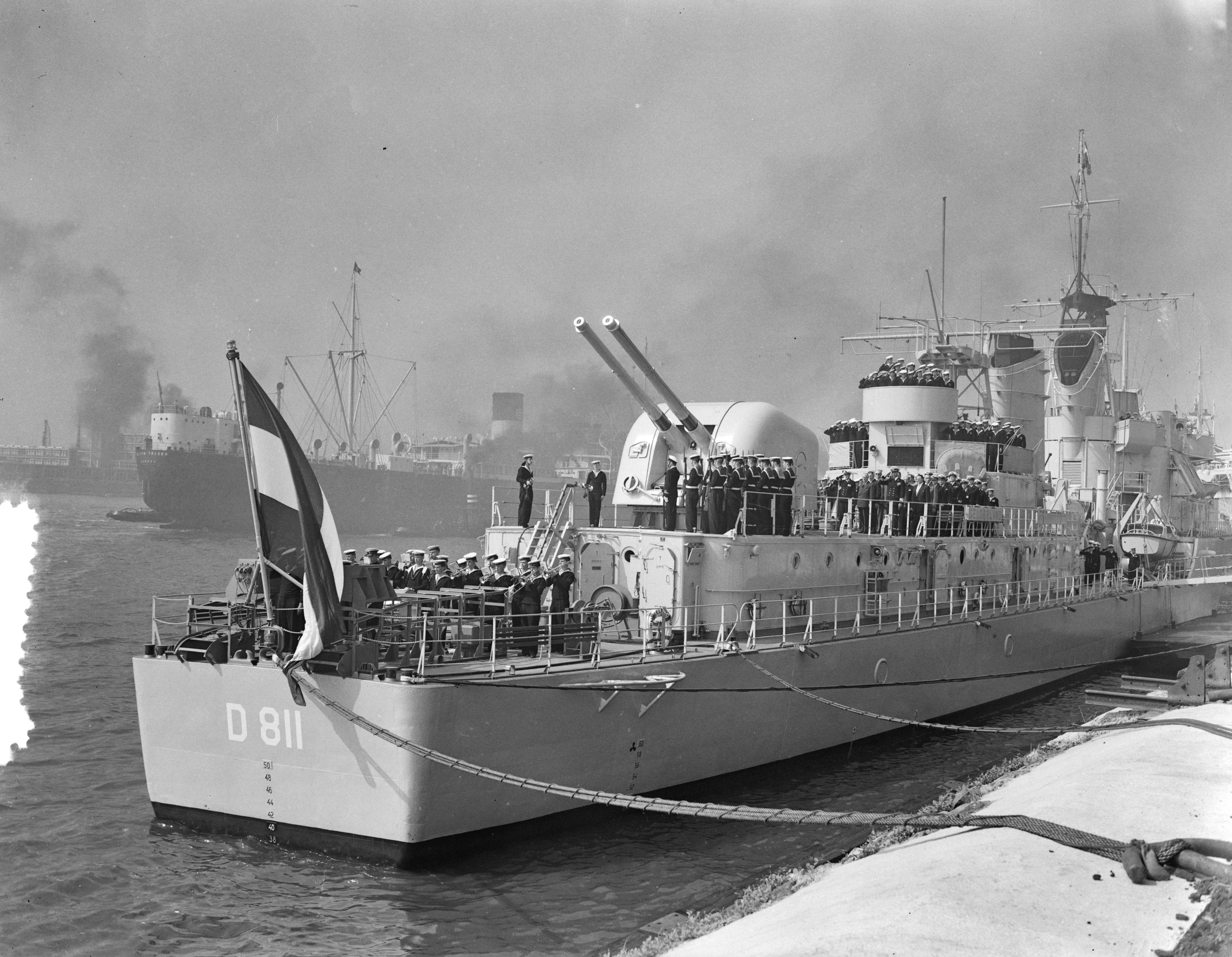
Uroczystość wejścia do służby, 1955 rok

Stępkę pod budowę czwartego i ostatniego okrętu tego typu położono 10 marca 1951 roku w stoczni Wilton-Fijenoord w Schiedam, pod numerem stoczniowym 725. Otrzymał on nazwę „Gelderland” od prowincji Niderlandów: Geldrii. Wodowano go 19 września 1953 roku.

## Opis techniczny

### Konstrukcja
Wyporność standardowa okrętów typu 47A wynosiła 2215 długich ton (ts), a pełna 2765 ts. Długość całkowita wynosiła 113,1 m, a między pionami 109,9 m. Szerokość wynosiła 11,4 m, a zanurzenie maksymalne 5,1 m. Załoga liczyła 247 osób.
Napęd stanowiły dwie turbiny parowe Werkspoor-Parsons z przekładniami, o mocy łącznej 45 000 shp, napędzające dwie śruby o stałym skoku. Parę dostarczały cztery kotły parowe Babcock. Prędkość maksymalna była określona na 32 węzły. Na próbach okrętów tego typu osiągnięto prędkość 40,3 węzła, lecz w stanie lekkim, bez zamontowanej części wyposażenia. Zasięg wynosił 4000 mil morskich przy prędkości 18 węzłów.

### Uzbrojenie
Uzbrojenie główne stanowiły cztery armaty uniwersalne Bofors Mk 10 kalibru 120 mm, w dwóch dwudziałowych wieżach na pokładzie dziobowym i pokładzie nadbudówki rufowej. Armaty były automatyczne i ich ogień kierowany był radarem. Kąt podniesienia luf sięgał od -10° do +85°. Szybkostrzelność wynosiła od 12 do maksymalnie 42 strzałów/min. Strzelały pociskami o masie 23 kg, masa naboju scalonego wynosiła 42 kg. Maksymalna donośność pozioma wynosiła 21 500 m, a pułap 12 500 m. Zapas amunicji wynosił po 720 nabojów na magazyn.
Uzbrojenie przeciwlotnicze uzupełniała pojedyncza armata przeciwlotnicza Bofors Mk 6 kalibru 40 mm o długości lufy L/70 (70 kalibrów) umieszczona na śródokręciu między kominami. Jej szybkostrzelność wynosiła do 240 strzałów/min, zasięg maksymalny 10 500 m, a skuteczny 4500 m.
Główną broń przeciw okrętom podwodnym stanowiły dwie czterolufowe wyrzutnie rakietowych bomb głębinowych Bofors Mk 1 kalibru 375 mm na pokładzie nadbudówki dziobowej, produkowane na licencji w Holandii przez Wilton-Fijenoord. Miały one zasięg od 520 do 820 m (według innych źródeł, od 1400 do 2230 m) i strzelały pociskami o masie do 230 kg, w tym ok. 100 kg materiału wybuchowego. Pociski odpalane były co sekundę. Wyrzutnie ładowane były półautomatycznie kolejnymi ośmioma bombami znajdującymi się na podajniku poniżej, przeładowanie zajmowało czas trzech sekund. Uzupełniały je dwie zrzutnie na sześć bomb głębinowych na rufie (w późniejszym okresie jedna była demontowana). Używane były na nich brytyjskie bomby głębinowe Mk X.

### Wyposażenie
Okręty typu 47A otrzymały bogaty zestaw stacji radiolokacyjnych holenderskiej konstrukcji Hollandse Signaal Apparaten oraz również holenderskie sonary Van der Heem. Radary DA-01 i LW-02 zamontowano jednak dopiero w latach 1957–1958. Środki obserwacji technicznej i kierowania ogniem stanowiły:
- radar LW-02 dozoru powietrznego – za drugim kominem[4]
- radar DA-01 śledzenia celów powietrznych – na maszcie dziobowym[4]
- radar ZW-01 dozoru nawodnego i wykrywania celów niskolecących – na dachu pomostu bojowego[4]
- radar M45 kierowania ogniem artylerii  – na dachu nadbudówki przed masztem[13]
- sonar typu 162 do wykrywania celów (według innych źródeł, CWE-10)[f]
- sonar typu 170B do wypracowywania danych do ataku (według innych źródeł, PAE-1N)[f]
- dalocelownik z dalmierzem optycznym na dachu pomostu bojowego[13].

## Służba

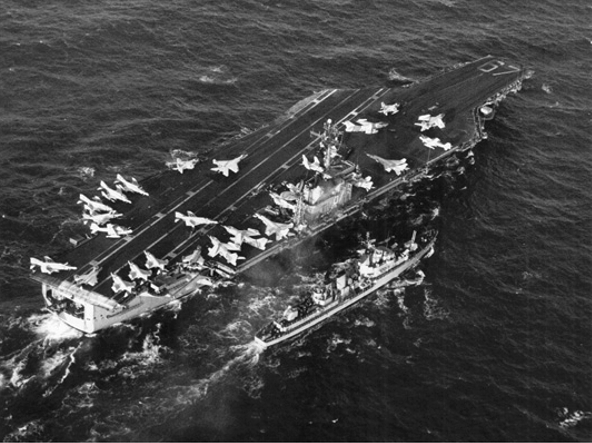
„Gelderland” uzupełnia paliwo z amerykańskiego lotniskowca USS „John F. Kennedy”, 1971 rok

Niszczyciel Hr.Ms. „Gelderland”, podobnie jak inne okręty tego typu, nie miał w trakcie służby epizodów bojowych. Do służby w Koninklijke Marine został wcielony 17 sierpnia 1955 roku jako czwarty i ostatni okręt tego typu. Nadano mu numer burtowy w standardzie NATO D811 i radiowy sygnał wywoławczy PARY. W tym roku odbył dziewiczy rejs do Lizbony w Portugalii, po czym powrócił do stoczni w celu poprawek. W przeciwieństwie do pozostałych okrętów typu Holland, wycofanych od razu do długotrwałej rezerwy, „Gelderland” jako jedyny pozostawał na przełomie lat 50. i 60. w czynnej służbie. W 1958 roku brał udział w obchodach tygodnia marynarki (Vlootweek) w Amsterdamie, a w 1959 roku złożył wizytę w Nowym Jorku z okazji 350. rocznicy trzeciej wyprawy odkrywczej Hudsona.
W 1960 roku „Gelderland” z okrętami Holenderskiej Grupy Zadaniowej (Netherlands Task Group, NLTG) brał udział w akcji niesienia pomocy ofiarom trzęsienia ziemi w Agadirze w Maroku (29 lutego). Następnie między 1964 a 1969 rokiem okręt był zakonserwowany i wycofany do rezerwy.
„Gelderland” został ostatecznie wycofany z czynnej służby 29 marca 1973 roku, po czym rozbrojony. Jego dwie wieże z działami kalibru 120 mm wykorzystano po jednej na nowo budowanych fregatach rakietowych typu Tromp. Do 1988 roku służył nadal jako hulk szkolny, zakotwiczony przed Techniczną Szkołą Marynarki Królewskiej (TOKM) w Amsterdamie. W 1993 roku został skreślony z listy floty, a w 1994 złomowany w Amsterdamie.